# Каплан, Карел
Карел Каплан (чеш. Karel Kaplan, 28 августа 1928[…], Horní Jelení[…] — 12 марта 2023[…], Прага) — чешский историк. Каплан специализировался на периодах Второй мировой войны и после Второй мировой войны в Чехословакии. Он написал книги о политических процессах в Чехии в 1950-х годах, о положении евреев в Центральной Европе во время Второй мировой войны и о коммунистическом перевороте в Чехословакии.

## Биография
Родился в Горни-Елени 28 августа 1928 года. По его собственным воспоминаниям, Каплан рос в скромных условиях, его мать умерла в детстве, и его воспитывали бабушка и дедушка. Во время Пражской весны 1968 года он работал в Реабилитационном комитете, где получил доступ к секретным документам Чехословацкой коммунистической партии. После окончания Пражской весны Каплан попал в немилость. Он работал на заводе с 1972 по 1976 год, а в 1976 году попросил политического убежища в Мюнхене. После ссылки он опубликовал документы о тайной советской деятельности в итальянском журнале «Панорама». Каплан утверждал, что обнаружил документы, в которых описывалась тайная встреча в Кремле в январе 1951 года, на которой Иосиф Сталин объявил о своём плане войны с Соединёнными Штатами в течение трёх или четырёх лет с целью изгнания американцев из Европы. В 1990 году Каплан вернулся в Чехословакию и продолжил свои научные исследования в Праге.
Каплан умер 12 марта 2023 года в возрасте 94 лет.

## Избранные переведённые работы
- Dans les Archives du Comité Central: Trente ans de secrets du bloc soviétique, 1978, ISBN 978-2-226-00711-7.
- The Short March: The Communist takeover in Czechoslovakia 1945-1948, 1987, ISBN 0-312-72209-5.
- Report on the Murder of the General Secretary, апрель 1990
  - Zpráva o zavraždění generálního tajemníka, 1992 (на чешском языке)